# Beuca
Beuca è un comune della Romania di 1 508 abitanti, ubicato nel distretto di Teleorman, nella regione storica della Muntenia.
Il comune è formato dall'unione di 2 villaggi: Beuca e Plopi.
Il primo documento conosciuto in cui viene citata la località di Beuca risale al 1654, ma nella zona sono stati ritrovati oggetti in ferro e selce risalenti all'Età del ferro ed anche alcune monete di epoca romana
Beuca è divenuto comune autonomo nel 2004, staccandosi dal comune di Drăcșenei.